# Bärbel Broschat
Bärbel Broschat, née Klepp le 2 novembre 1957 à Magdebourg, est une ancienne athlète est-allemande qui a été championne du monde du 400 m haies en 1980.
Ce titre reste son seul succès sur la scène internationale car elle ne put prendre part aux Jeux olympiques d'été de 1984 à Los Angeles à la suite du boycott des pays de l'Est.
Bärbel Broschat faisait partie du SC Magdebourg et était entraînée par Klaus Wübbenhorst. En compétition, son poids de forme était de 62 kg pour une taille de 1.73 m.

## Palmarès

### Jeux olympiques
- Jeux olympiques d'été de 1984 à Los Angeles ( États-Unis)
  - absent pour cause de boycott de l'Allemagne de l'Est

### Championnats du monde d'athlétisme
- Championnats du monde d'athlétisme de 1980 à Sittard ( Pays-Bas)
  -  Médaille d'or sur 400 m haies

### Coupe du monde des nations d'athlétisme
- Coupe du monde des nations d'athlétisme de 1979 à Montréal ( Canada)
  - 1re au classement général avec l'Allemagne de l'Est
  - 1re sur 400 m haies

## Sources
- (de) Cet article est partiellement ou en totalité issu de l’article de Wikipédia en allemand intitulé « Bärbel Broschat » (voir la liste des auteurs).